# Orlando Brown
Orlando Brown, född 4 december 1987 i Kalifornien, USA, är en amerikansk skådespelare, rappare, sångare och komiker.
Han spelar Eddie Thomas i That's So Raven (2003–2007). Han gör även rösten till karaktären Sticky Webb i serien The Proud Family (2001–2005) och rösten till huvudrollen Cornelius Fillmore i serien Fillmore! (2002–2004). Alla dessa program visas på Disney Channel (några av dem ej i Sverige) och han förekommer även i många andra program på kanalen.
Orlando Brown gästspelar i ett avsnitt av serien Phil of the Future (Phil från framtiden i Sverige) som bråkmakaren Andy Baxley.

## Filmer
- Family Values
- Major Payne
- Senseless at the Gate
- Inhumane Worker
- Perfect Game
- The Tangerine Bear
- Max Keebles stora flytt
- Maniac Magee
- Eddie's Million Dollar Cook-Off
- Suits on the Loose
- The Proud Family Movie
- Christmas in Compton
- We the Party
- Run Ya' Pockets: A Political Economy Analysis of Crime Amongst Harlem Youths
- Straight Outta Compton
- American Bad Boy
- Bloody Hands

### TV serier
- Coach
- In the House
- The Parent 'Hood
- Waynehead
- Moesha
- Malcolm & Eddie
- Sister, Sister
- The Pretender
- The Wayans Bros.
- Family Matters
- Two of a Kind
- The Jamie Foxx Show
- Malcolm & Eddie
- Friends and Foes
- Safe Harbor
- Lizzie McGuire
- The Proud Family
- Fillmore!
- Express Yourself
- Clifford's Puppy Days
- That's So Raven
- Start Up, Go Down, and Get Lost
- One on One
- Phil of the Future
- Yin Yang Yo!
- WordGirl
- The End
- Hell's Kitchen